# Atylus nordlandicus
Atylus nordlandicus är en kräftdjursart som beskrevs av Boeck 1871. Atylus nordlandicus ingår i släktet Atylus och familjen Dexaminidae. Arten är reproducerande i Sverige. Inga underarter finns listade i Catalogue of Life.